# Birjussa
Die Birjussa (russisch Бирюса́, deutsch auch Birjusa, im Unterlauf auch О́на/Ona) ist der 830 km lange linke bzw. südwestliche Quellfluss der Tassejewa in Sibirienim asiatischen Teil Russlands. Einschließlich dem linken Quellfluss, der Großen Birjussa, beträgt die Gesamtflusslänge 1012 km.
Der Fluss entsteht im äußersten Südwesten der Oblast Irkutsk aus mehreren an der Nordflanke des Dschuglymkammes (Nebenkamm des Ostsajan; Höhe im Quellgebiet bis 2535 m) entspringenden Quellflüssen. Von ihren Quellen, nordöstlich des Ursprungs der Uda gelegen, fließt die Birjussa nach Norden in das Mittelsibirische Bergland ein, das entlang des Flusses bis zu 530 m hoch ist. Dabei verläuft sie etwa 10 km nordwestlich an Taischet vorbei und unter anderen durch Sitkino. Allmählich wendet sich die Birjussa – etwa parallel zur etwas weiter östlich verlaufenden Tschuna fließend – nach Nordwesten, bis sie knapp 100 Flusskilometer unterhalb von Ust-Kaitym mit der Tschuna die Tassejewa bildet. 
In der Gegend von Taischet wird die Birjussa in West-Ost-Richtung von einer Brücke der Transsibirischen Eisenbahn gekreuzt, von der in der Stadt die Baikal-Amur-Magistrale nach Osten abzweigt. 